# Thunderclap Newman
Thunderclap Newman – angielska rockowa grupa muzyczna, istniejąca w latach 1969–1971, znana z jednego przeboju Something in the Air.

## Historia
Powstanie zespołu zainicjował w 1969 Pete Townshend, gitarzysta The Who, który na potrzeby tego projektu przybrał pseudonim Bijou Drains. Nazwa grupy wzięła się od przezwiska i nazwiska jednego z członków grupy, Andy'ego „Thunderclap” Newmana (ur. w 1943 jako Andrew Newman). Formacja swoją działalność zainicjowała wydaniem singla Something in the Air, który przez trzy tygodnie utrzymywał się na pierwszym miejscu brytyjskiej listy przebojów. Sukces ten zachęcił do kontynuowania działalności, która skutkowała wydaniem w tym samym roku płyty Hollywood Dream. Album nie odniósł większego sukcesu, a zespół wkrótce zakończył swoją działalność.
Utwór Something in the Air został później wykorzystany w różnych soundtrackach (m.in. w filmach Dziewczyna z sąsiedztwa i Gdyby ściany mogły mówić 2).

## Skład
- John „Speedy” Keen – wokal, perkusja
- Jimmy McCulloch – gitara
- Andy Newman – saksofon, klawisze
- Bijou Drains (Pete Townshend) – gitara basowa
- Jim Pitman-Avery – gitara basowa
- Jack McCullough – perkusja

## Dyskografia
- Hollywood dream (album, 1969)
- Something in the Air (singel, 1969)